# Common Lisp Object System
Common Lisp Object System (CLOS) – zorientowane obiektowo rozszerzenie do Common Lisp, oparte na funkcjach ogólnych, dziedziczeniu wielokrotnym, kombinacji metod deklaracyjnych i protokole metaobiektowym. Pochodna CommonLoops, oparta na opracowanym przez Symbolics języku FLAVORS (Lisp z funkcjami obiektowymi) i LOOPS (Lisp Object-Oriented Programming System) firmy Xerox.